# Иван Бузук
Иван Бузук (16. век) био је католички свештеник који је 1555. године написао прву књигу у којој су уписане речи албанског језика (дијалект Гега) са доста словенских речи. Приликом писања ове књиге, у недостатку албанске абецеде која је у коначном облику формирана тек 1908. године, користио се словима латинског језика као и неким ћириличним словима. По мишљењу Ђоке Дабовића, аутора књиге Племе Шестани, Иван Бузук није родом из православног села Драчевице, а ту причу по њему пласирану албански националисти који ту желе да поставе етничку границу.